# Vriesea philippocoburgii
Vriesea philippocoburgii är en gräsväxtart som beskrevs av Heinrich Wawra. Vriesea philippocoburgii ingår i släktet Vriesea och familjen Bromeliaceae. Inga underarter finns listade i Catalogue of Life.